# Габуев, Азамат Борисович
Азама́т Бори́сович Габу́ев (также Джо́нни Рамо́нов) — российский писатель и юрист.
Азамат Габуев родился во Владикавказе в 1985 году. Окончил юридический факультет СОГУ им. К.Л. Хетагурова, затем аспирантуру Московского государственного юридического университета имени О. Е. Кутафина. Кандидат юридических наук, работает юристом в Москве.
Первые рассказы Азамата Габуева выходили во владикавказском журнале «Дарьял» под псевдонимом Джонни Рамонов — и благодаря интернет-версии издания его произведения часто становились событием в осетинском сегменте сети, широко обсуждались на форумах и в соцсетях, как произошло с рассказами «Реваз» (2009) и «Аделина» (2008).
В рассказе «Реваз» в сатирической форме представлен собирательный образ молодого владикавказца, который мог бы работать в республиканском министерстве по делам молодёжи. По словам Габуева, выход этого журнала в свет в популярном местном издании повлёк за собой внутреннее расследование в министерстве:
С Ревазом вышла смешная история. Это абсолютно собирательный образ молодого жителя Владикавказа, который работает в Министерстве по борьбе с молодежью. В минмолодежи я никогда не был и никого оттуда не знал. Но, видимо, описал всё похоже, потому что сотрудники дружно решили, что это работа инсайдера, и даже определили «подозреваемого»: он писал в своем ФБ, что его вызывал министр и спрашивал, зачем он занимается «этой фигнёй».
Публиковался в журналах «Октябрь», «Дружба народов» и Esquire Russia — под собственным именем. Летом 2018 года в издательстве «Эксмо» вышел первый роман Азмата Габуева «Холодный день на солнце». Книга о двух девушках из Владикавказа, Майе и Зарине.
Габуев пишет обыкновенно от первого лица, используя молодёжный сленг, нецензурную брань и переключение кодов (вкрапление фраз на осетинском).

## Премии
В 2009 году вошёл в лонг-лист премии «Неформат», в 2011 году в лонг-лист премии «Дебют», в 2019 году (с романом «Холодный день на солнце») — в шорт-лист премии ФИКШН35, один из пяти лучших молодых писателей России по версии журнала GQ.

## Переводы
Два рассказа Габуева — «Реваз» и «Нет. А ты?» — выходили в переводе на эсперанто в альманахе Beletra Almanako в 2011 году. На английском языке вышел рассказ «Сын» (ноябрь 2020 года).